# Khazad-dûm (Band)
Khazad-dûm ist eine seit 2015 aktive Funeral-Doom-Band.

## Geschichte
Daniel Scrivener, Matthew Surry und Chris Kendell veröffentlichten 2015 das Demo Stones of Sorrow als erste Aufnahme der Band Khazad-dûm.
Das Debüt der Band aus dem britischen Reading erschien fünf Jahre später, im Frühjahr 2020, unter dem Titel Hymns from the Deep über I Hate Records. Der Bassist Kendell hatte die Band in der Zwischenzeit ersatzlos verlassen. Das in fünf Titel unterteilte Hymns from the Deep ist als Konzeptalbum verfasst. Der Text des Albums ist als ein langes zusammenhängendes Gedicht, angelehnt an die, von J.R.R. Tolkien in Der Herr der Ringe beschriebene Reise-Passage der Gefährten durch Moria, entstanden. Das Album wurde wohlwollend angenommen und Funeral-Doom-Anhängern empfohlen.

## Stil
Khazad-dûm wird als Funeral-Doom-Band klassifiziert. Der Gesang variiert zwischen dominanten Growling, Klargesang und mehrstimmigen Gesängen die als Choralartig gewertet werden. Die Instrumentierung wird als verlangsamte Variation des Death Doom besprochen. Dabei erreiche das Schlagzeugspiel punktuell gar rhythmische bis schnelle Tempi, die musikalisch mit dem Black Metal assoziiert werden. In einer Banddarstellung für das Webzine Doom-Metal.com wird die Musik als „dunkel, harte und höhlenartig“ klingende Mischung von Evoken und Hierophant beschrieben.

## Diskografie
- 2015: Stones of Sorrow (Demo, Selbstverlag)
- 2020: Hymns from the Deep (Album, I Hate Records)